# 圣玛丽-乌特尔洛 (卡尔瓦多斯省)
圣玛丽-乌特尔洛（法語：Sainte-Marie-Outre-l'Eau）是法国卡尔瓦多斯省的一个市镇，属于维尔区（Vire）圣瑟韦卡尔瓦多县（Saint-Sever-Calvados）。该市镇总面积5.75平方公里，2009年时的人口为123人。

## 人口
圣玛丽-乌特尔洛人口变化图示
| 数据来源：INSEE |